# 전파통신
전파통신(電波通信, radio communication)은 3,000 GHz 이하 주파수의 전자파를 사용하여 정보를 보내거나 받는 통신 방식을 의미한다. 전파통신을 사용하기 위해서는 송수신기 안테나가 필요하며, 이를 이용하여 무선전신, 무선전화, TV 등 여러 가지 서비스 제공이 가능하다. 전파통신은 지상, 우주, 천문 분야 등 다양하게 사용되는데 이중 보편적으로 사용되고 있는 것은 지상 및 우주 전파통신이라고 할 수 있다.

## 주파수 구분
| 주파수             | 파장          | 명칭           | 약어 |
| ------------------ | ------------- | -------------- | ---- |
| 3 – 30 Hz          | 105 – 104 km  | 극저주파       | ELF  |
| 30 – 300 Hz        | 104 – 103 km  | 극극초장파     | SLF  |
| 300 – 3000 Hz      | 103 – 100 km  | 극초장파       | ULF  |
| 3 – 30 kHz         | 100 – 10 km   | 초장파         | VLF  |
| 30 – 300 kHz       | 10 – 1 km     | 장파           | LF   |
| 300 kHz – 3 MHz    | 1 km – 100 m  | 중파           | MF   |
| 3 – 30 MHz         | 100 – 10 m    | 단파           | HF   |
| 30 – 300 MHz       | 10 – 1 m      | 초단파         | VHF  |
| 300 MHz – 3 GHz    | 1 m – 10 cm   | 극초단파       | UHF  |
| 3 – 30 GHz         | 10 – 1 cm     | 극극초단파     | SHF  |
| 30 – 300 GHz       | 1 cm – 1 mm   | 극고주파       | EHF  |
| 300 GHz - 3000 GHz | 1 mm - 0.1 mm | 데시밀리미터파 | THF  |

## 같이 보기
- 라디오